# 空間経済学
空間経済学（くうかんけいざいがく、英: spatial economics）とは、特定の土地において産業の集積や都市の形成が起こるかどうか、あるいは、なぜ起こるのかを理論的に分析する経済学の一分野である。
経済的要因によって産業の立地を説明した理論としては、古くはヨハン・ハインリヒ・フォン・チューネンの農産物供給地に関するものがある。それによると、都市のごく近傍には、牛乳を供給する酪農が立地し、その外側を生鮮野菜の供給地が占め、さらにその外側を穀物生産地が占める。チューネンはこのような立地の決定を、その土地で最高の地代を払える産業が占めるものとして説明した。鮮度が重視される作物は、消費地である都市の近郊では高い地代を払うことができるが、消費地からの距離が大きくなるに従って、支払い可能な地代が急速に低下する。それに対して、穀物は都市近郊でもたいした地代を払えないが、距離によって徐々にしか地代が低下しないからである。
この理論は、都市が成立していることを仮定しているが、そもそも都市がなぜ成立するのかを理論的に問う分析はアルフレッド・マーシャルが最初である。マーシャルは、最初に産業の集積が起こる原因としては、
1. 自然条件
2. 宮廷の庇護
3. 歴史的偶然

といった、いわば非経済的なものを挙げたが、一度成立した地域産業が長くそこに留まる理由として、
1. 熟練工が相互に与え合う知識による利益
2. 補助産業の成長
3. 高価な機械の経済的な利用
4. 熟練に対する地域的な市場の形成による利益
5. 消費者の情報費用の節約

があると指摘した。このうち、1.は外部経済である。マーシャルの理論は、特定産業の一地域への集積に関するものであるが、ポール・クルーグマンは、多数の互いに関連性の薄い産業が特定の地域に集積して都市を形成するメカニズムをモデル化した。クルーグマンは、収獲逓減下の一般均衡を扱うディキシット-スティグリッツ・モデルに2つの地域での製造および消費という要素を入れ、地域間の輸送費を明示化し、産業と人口が集積して都市を形成するか、それともそれらが分散するかを分析し、輸送費が小さければ小さいほど、産業は分散し、また、収獲逓増の程度が大きければ大きいほど、都市への集積が起こりやすいことを厳密に明らかにした。